# 泉谷治
泉谷 治（いずみや おさむ、1934年 - ）は、17・18世紀のイギリス文学研究者、法政大学名誉教授

## 人物・来歴
青森県北津軽郡金木町川倉に生まれる。青森県立五所川原高等学校卒業後、東京大学文学部英文学科を経て、1962年、同大学院修士課程を修了。法政大学文学部英文学科助教授、教授、2005年定年退職、名誉教授。2013年11月、瑞宝中綬章を受章。

## 著書
- 『愚者と遊び──スターンの文学世界』（法政大学出版局、2003年）

共著
- 『イギリスの風刺小説』岸本利昭、久野晋太郎、森松健介、山田勝共著、東海大学出版会、1987年）

### 翻訳
- ダニエル・デフォー『疫病流行記』（古典文庫：現代思潮社、1967年）、新装版・現代思潮新社
- マンデヴィル『蜂の寓話─私悪すなわち公益』（叢書ウニベルシタス：法政大学出版局、1985年、新装版2015年）
- マンデヴィル『続・蜂の寓話─私悪すなわち公益』（叢書ウニベルシタス：法政大学出版局、1993年、新装版2015年）
- デフォー『イギリス通商案──植民地拡充の政策』（りぶらりあ選書：法政大学出版局、2010年）